# Copa de la República 1945

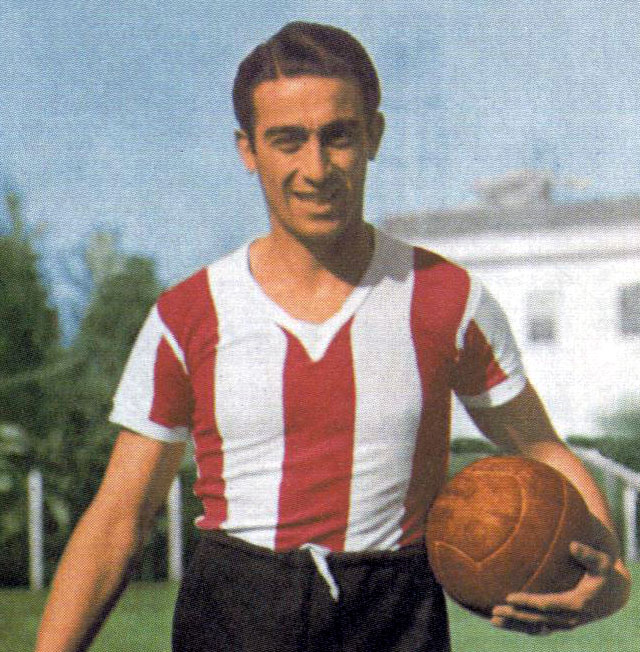
Manuel Pelegrina, autor del gol que definió la final a favor de Estudiantes de La Plata.

La Copa de la República 1945 fue conquistada por Estudiantes de La Plata al derrotar en el partido decisivo a Boca Juniors. En esta edición, participaron de 45 a 50 clubes de todo el país. La final se disputó en marzo de 1946, en el estadio de San Lorenzo, antes del comienzo del torneo oficial de Primera División. Como terminó igualada, tuvo la curiosidad de que el desempate se disputó nueve meses después de la primera, en el mismo escenario, luego de finalizado el campeonato oficial de 1946.

## Participantes
| Club                              | Ciudad                              | Provincia                        |
| --------------------------------- | ----------------------------------- | -------------------------------- |
| 9 de Julio                        | Rafaela                             | Provincia de Santa Fe            |
| Atlético de la Juventud           | San Juan                            | Provincia de San Juan            |
| Benjamín Matienzo                 | Goya                                | Provincia de Corrientes          |
| Boca Juniors                      | Buenos Aires                        | Buenos Aires                     |
| Boca Juniors                      | Tres Arroyos                        | Provincia de Buenos Aires        |
| Central Norte                     | Presidencia Roque Saénz Peña        | Provincia de Chaco               |
| Central Norte Argentino           | Metán                               | Provincia de Salta               |
| Colón                             | Santa Fe                            | Provincia de Santa Fe            |
| Comercio                          | Ledesma                             | Provincia de Jujuy               |
| Estudiantes                       | Santiago del Estero                 | Provincia de Santiago del Estero |
| Estudiantes de La Plata           | La Plata                            | Provincia de Buenos Aires        |
| Ferro Carril Oeste                | Buenos Aires                        | Buenos Aires                     |
| Gimnasia y Esgrima                | Mercedes                            | Provincia de Buenos Aires        |
| Gimnasia y Esgrima                | San Salvador de Jujuy               | Provincia de Jujuy               |
| Huracán                           | San Luis                            | Provincia de San Luis            |
| Independencia                     | San Pedro                           | Provincia de Buenos Aires        |
| Independiente                     | Pascanas                            | Provincia de Córdoba             |
| Independiente Rivadavia           | Mendoza                             | Provincia de Mendoza             |
| Juventud Unida                    | Tafí Viejo                          | Provincia de Tucumán             |
| Ñuñorco                           | Monteros                            | Provincia de Tucumán             |
| Patronato de la Juventud Católica | Paraná                              | Provincia de Entre Ríos          |
| Pettirossi                        | Ensenada                            | Provincia de Buenos Aires        |
| Quilmes                           | Mar del Plata                       | Provincia de Buenos Aires        |
| Racing                            | Avellaneda                          | Provincia de Buenos Aires        |
| Racing                            | Colón                               | Provincia de Buenos Aires        |
| Rioja Juniors                     | La Rioja                            | Provincia de La Rioja            |
| San Martín                        | Olavarría                           | Provincia de Buenos Aires        |
| San Martín                        | San Miguel de Tucumán               | Provincia de Tucumán             |
| San Pablo                         | San Pablo                           | Provincia de Tucumán             |
| Sarmiento                         | Junín                               | Provincia de Buenos Aires        |
| Sarmiento                         | Pigüé                               | Provincia de Buenos Aires        |
| Sarmiento                         | Resistencia                         | Provincia de Chaco               |
| Sol de Mayo                       | Formosa                             | Provincia de Formosa             |
| Sportivo                          | 25 de Mayo                          | Provincia de Buenos Aires        |
| Sportivo Comercio                 | Salta                               | Provincia de Salta               |
| Sportivo Ferroviario              | Corrientes                          | Provincia de Corrientes          |
| Sportivo Municipal                | Río Cuarto                          | Provincia de Córdoba             |
| Sportivo Vélez Sarsfield          | San Fernando del Valle de Catamarca | Provincia de Catamarca           |
| Sportivo Villa Mercedes           | Villa Mercedes                      | Provincia de San Luis            |
| Talleres                          | Córdoba                             | Provincia de Córdoba             |
| Talleres                          | Añatuya                             | Provincia de Santiago del Estero |
| Victoria                          | Concordia                           | Provincia de Entre Ríos          |

## Grupo A (Catamarca, Jujuy, La Rioja, Salta, Santiago del Estero y Tucumán)
Primera Ronda
- 28/10/1945 en Metán: Central Norte Argentino 0, Sp. Comercio 5

Nota: Se jugó en el estadio de la Liga Metanense.
- 28/10/1945 en Ledesma: Comercio 2, Gimnasia y Esgrima 3

Nota: Se jugó en cancha de Atlético Ledesma (Jujuy)
- 28/10/1945 en Monteros: Ñuñorco 6, Juventud Unida 0
- 28/10/1945 en Catamarca: Sp. Vélez Sarsfield 3, Rioja Juniors

Nota: Se jugó en el estadio de la Liga Catamarqueña.
- 28/10/1945: Talleres C.N. perdió puntos ante Estudiantes

Libres: San Martín y San Pablo
Segunda Ronda
- 04/11/1945 en Santiago del Estero: Estudiantes (Santiago del Estero) 4, San Martín 2

Nota: Se jugó en cancha de Mitre
- 04/11/1945 en Jujuy: Gimnasia y Esgrima 3, Sp. Comercio 2

Nota: Se jugó en el estadio de la Liga Jujeña
- 04/11/1945 en Catamarca: Sp. Vélez Sarsfield 4, Ñuñorco 2

Nota: Se jugó en el estadio de la Liga Catamarqueña.
Libre: San Pablo
Tercera Ronda
- 11/11/1945 en Jujuy: Gimnasia y Esgrima 2, Estudiantes (Santiago del Estero) 4

Nota: Se jugó en el estadio de la Liga Jujeña.
- 11/11/1945 en Tucumán: San Pablo 5, Sp. Vélez Sarsfield 0

Nota: Se jugó en la cancha de All Boys (San Miguel de Tucumán).
Cuarta Ronda
1*8/11/1945 en Santiago del Estero: Estudiantes (Santiago del Estero) 4, San Pablo 3
Nota: Se jugó en cancha de Mitre
Clasificado a Cuartos de Final: Estudiantes (Santiago del Estero)

## Grupo B (Córdoba, Mendoza, San Juan y San Luis)
Primera Ronda
- 28/10/1945 en Mendoza: Independiente Rivadavia 1, At. de la Juventud 0

Nota: Se jugó en cancha de Gimnasia y Esgrima
- 28/10/1945 en Villa Mercedes: Sp. Villa Mercedes 2, Huracán 1

Nota: Se jugó en el estadio de la Liga Mercedina
- 04/11/1945 en Río Cuarto: Sp. Municipal 2, Independiente 1

Nota: Se jugó en el estadio de la Liga Riocuartense.
Libre: Talleres
Segunda Ronda
- 04/11/1945 en Mendoza: Independiente Rivadavia 3, Sp. Villa Mercedes 1
- 11/11/1945 en Río Cuarto: Sp. Municipal 1, Talleres 0

Nota: Se jugó en el estadio de la Liga Riocuartense.
Tercera Ronda
- 18/11/1944 en Mendoza: Independiente Rivadavia 5, Sp. Municipal 1

Clasificado a Cuartos de Final: Independiente Rivadavia (Mendoza)

## Grupo C (Chaco, Corrientes, Entre Ríos, Formosa y Santa Fe)
Primera Ronda
- 28/10/1945 en Concordia: Victoria 3, Patronato 3

Nota: Se jugó en cancha de Libertad y Victoria clasificó por sorteo.
- 28/10/1945 en Rafaela: 9 de Julio 2, Colón 6

Nota: Se jugó en cancha de At. Rafaela.
Libres: Benjamín Matienzo, Central Norte, Sarmiento, Sol de Mayo y Sportivo Ferroviarios
Segunda Ronda
- 04/11/1945 en Presidencia Roque Saénz Peña: Central Norte 1, Sarmiento 2

Nota: Se jugó en cancha de Sportivo
- 04/11/1945 en Santa Fe: Colón 3, Victoria 1

Nota: Se jugó en cancha de Gimnasia y Esgrima
- 05/11/1945 en Goya: Benjamín Matienzo 4, Sp. Ferroviarios 1

Nota: Se jugó en cancha de Central Goya
Libre: Sol de Mayo.
Tercera Ronda
- 18/11/1945 en Resistencia: Sarmiento 3, Colón 2

Nota: Se jugó en cancha de Regional.
- 18/11/1945 en Formosa: Sol de Mayo 7, Benjamín Matienzo 2

Nota: Se jugó en el estadio de la Liga Formoseña
Cuarta Ronda
- 25/11/1944 en Resistencia: Sarmiento 4, Sol de Mayo 0

Nota: Se jugó en cancha de Chaco For Ever.
Clasificado a Cuartos de Final: Sarmiento (Resistencia)

## Grupo D (Provincia de Buenos Aires)
Primera Ronda
- 04/11/1945 en Olavarría: San Martín 2, Quilmes 1

Nota: Se jugó en cancha de Estudiantes.
- 04/11/1945 en 25 de Mayo: Sportivo 0, Pettirossi 1

Libre: Boca Juniors (Tres Arroyos), Gimnasia y Esgrima (Mercedes), Independencia, Racing Club (Colón), Sarmiento (Junín) y Sarmiento (Pigüé)
Segunda Ronda
- 04/11/1945 en San Pedro: Independencia 3, Racing 1

Nota: Se jugó en cancha de Paraná.
- 04/11/1945 en Mercedes: Gimnasia y Esgrima 0, Sarmiento (Junín) 7

Nota: Se jugó en el estadio de la Liga Mercedina
- 11/11/1945 en Tres Arroyos: Boca Juniors 6, Sarmiento (Pigüé) 2

Nota: Se jugó en cancha de Nacional.
- 11/11/1945 en Olavarría: San Martín 3, Pettirossi 1

Nota: Se jugó en cancha de Estudiantes.
Tercera Ronda
- 11/11/1945 en Junín: Sarmiento 9, Independencia 2

Nota: Se jugó en cancha de Buenos Aires al Pacífico.
- 18/11/1945 en Tres Arroyos: Boca Juniors 4, San Martín 5

Nota: Se jugó en cancha de Nacional
Cuarta Ronda
- 25/11/1945 en Olavarría: San Martín 1, Sarmiento 3

Nota: Se jugó en cancha de Racing.
Clasificado a Cuartos de Final: Sarmiento (Junín)

## Cuadro de las fases finales
|  | Cuartos de final                   | Cuartos de final             |                                    |   | Semifinales         | Semifinales         |  |  | Final                                 | Final                                 | Final                                 |
|  | 9 al 16 de diciembre de 1945       | 9 al 16 de diciembre de 1945 |                                    |   | 16 de marzo de 1946 | 16 de marzo de 1946 |  |  | 24 de marzo y 18 de diciembre de 1946 | 24 de marzo y 18 de diciembre de 1946 | 24 de marzo y 18 de diciembre de 1946 |
|  |                                    |                              |                                    |   |                     |                     |  |  |                                       |                                       |                                       |
|  |                                    |                              |                                    |   |                     |                     |  |  |                                       |                                       |                                       |
|  |                                    |                              |                                    |   |                     |                     |  |  |                                       |                                       |                                       |
|  | Estudiantes de Santiago del Estero | 3                            |                                    |   |                     |                     |  |  |                                       |                                       |                                       |
|  | Estudiantes de Santiago del Estero | 3                            |                                    |   |                     |                     |  |  |                                       |                                       |                                       |
|  | Ferro Carril Oeste                 | 1                            |                                    |   |                     |                     |  |  |                                       |                                       |                                       |
|  | Ferro Carril Oeste                 | 1                            | Estudiantes de Santiago del Estero | 1 |                     |                     |  |  |                                       |                                       |                                       |
|  |                                    |                              | Estudiantes de Santiago del Estero | 1 |                     |                     |  |  |                                       |                                       |                                       |
|  |                                    | Estudiantes de La Plata      | 3                                  |   |                     |                     |  |  |                                       |                                       |                                       |
|  | Sarmiento                          | Estudiantes de La Plata      | 3                                  | 0 |                     |                     |  |  |                                       |                                       |                                       |
|  | Sarmiento                          |                              |                                    | 0 |                     |                     |  |  |                                       |                                       |                                       |
|  | Estudiantes de La Plata            | 1                            |                                    |   |                     |                     |  |  |                                       |                                       |                                       |
|  | Estudiantes de La Plata            | 1                            | Estudiantes de La Plata            | 4 | 1                   |                     |  |  |                                       |                                       |                                       |
|  |                                    |                              | Estudiantes de La Plata            | 4 | 1                   |                     |  |  |                                       |                                       |                                       |
|  |                                    | Boca Juniors                 | 4                                  | 0 |                     |                     |  |  |                                       |                                       |                                       |
|  | Independiente Rivadavia            | Boca Juniors                 | 4                                  | 0 | 1                   |                     |  |  |                                       |                                       |                                       |
|  | Independiente Rivadavia            |                              |                                    |   |                     |                     |  |  |                                       |                                       |                                       |
|  | Racing                             | 2                            |                                    |   |                     |                     |  |  |                                       |                                       |                                       |
|  | Racing                             | 2                            | Racing                             | 1 |                     |                     |  |  |                                       |                                       |                                       |
|  |                                    |                              | Racing                             | 1 |                     |                     |  |  |                                       |                                       |                                       |
|  |                                    | Boca Juniors                 | 2                                  |   |                     |                     |  |  |                                       |                                       |                                       |
|  | Sarmiento de Junín                 | Boca Juniors                 | 2                                  | 2 |                     |                     |  |  |                                       |                                       |                                       |
|  | Sarmiento de Junín                 |                              |                                    | 2 |                     |                     |  |  |                                       |                                       |                                       |
|  | Boca Juniors                       | 3                            |                                    |   |                     |                     |  |  |                                       |                                       |                                       |
|  | Boca Juniors                       | 3                            |                                    |   |                     |                     |  |  |                                       |                                       |                                       |

| Argentina                                   |
| Campeón Estudiantes de La Plata 1.er título |